# Marcello Fondato
Marcello Fondato (Roma, 8 gennaio 1924 – San Felice Circeo, 13 novembre 2008) è stato un regista, sceneggiatore e direttore artistico italiano.

## Biografia
Iniziò come sceneggiatore, collaborando con Luigi Comencini e Mario Bava. Successivamente, attorno alla fine degli anni sessanta, passò alla regia, dirigendo attori celebri nell'ambito del filone della commedia all'italiana: Certo, certissimo, anzi... probabile (1969), con Claudia Cardinale e Catherine Spaak; Ninì Tirabusciò, la donna che inventò la mossa (1970), con Monica Vitti; Causa di divorzio (1972), con Senta Berger, Catherine Spaak, Enrico Montesano e Gastone Moschin; A mezzanotte va la ronda del piacere (1975), con Claudia Cardinale, Vittorio Gassman, Monica Vitti, Renato Pozzetto e Giancarlo Giannini. Il momento di maggior popolarità lo raggiunse probabilmente nel 1974 con il cult movie ...altrimenti ci arrabbiamo!, interpretato da Terence Hill e Bud Spencer.
Trascorse gli ultimi quindici anni di vita, ormai lontano dal mondo dello spettacolo, a San Felice Circeo (LT); qui tuttavia realizzò un Teatro Stabile di cui fu direttore artistico, valendosi della compagnia "I Timidi". Morì il 13 novembre 2008.

## Filmografia

### Regista

#### Cinema
- I protagonisti (1968)
- Certo, certissimo, anzi... probabile (1969)
- Ninì Tirabusciò, la donna che inventò la mossa (1970)
- Causa di divorzio (1972)
- ...altrimenti ci arrabbiamo! (1974)
- A mezzanotte va la ronda del piacere (1975)
- Charleston (1977)

#### Televisione
- Domani – film TV (1986)
- Affari di famiglia – miniserie TV (1989)
- Ma tu mi vuoi bene? – miniserie TV (1991)
- Sì, ti voglio bene – miniserie TV (1994)

### Sceneggiatore
- Mogli pericolose, regia di Luigi Comencini (1958)
- L'amico del giaguaro, regia di Giuseppe Bennati (1958)
- Le bellissime gambe di Sabrina, regia di Camillo Mastrocinque (1958)
- Tempi duri per i vampiri, regia di Steno (1959)
- Le sorprese dell'amore, regia di Luigi Comencini (1959)
- Destinazione Sanremo, regia di Domenico Paolella (1959)
- Tutti a casa, regia di Luigi Comencini (1960)
- I piaceri dello scapolo, regia di Giulio Petroni (1960)
- La ragazza di mille mesi, regia di Steno (1961)
- Mariti in pericolo, regia di Mauro Morassi (1961)
- I due marescialli, regia di Sergio Corbucci (1961)
- Totò diabolicus, regia di Steno (1962)
- I moschettieri del mare, regia di Steno (1962)
- Odio mortale, regia di Franco Montemurro (1962)
- La ragazza di Bube, regia di Luigi Comencini (1963)
- La calda vita, regia di Florestano Vancini (1963)
- I tre volti della paura, regia di Mario Bava (1963)
- Il fornaretto di Venezia, regia di Duccio Tessari (1963)
- Il taglio del bosco, regia di Vittorio Cottafavi – film TV (1963)
- 3 notti d'amore, regia di Renato Castellani, Luigi Comencini e Franco Rossi (1964)
- Il treno del sabato, regia di Vittorio Sala (1964)
- Sei donne per l'assassino, regia di Mario Bava (1964)
- I due violenti, regia di Primo Zeglio (1964)
- La mia signora, episodio Eritrea (1964)
- La bugiarda, regia di Luigi Comencini (1965)
- Umorismo in nero, episodio La mandrilla (1965)
- Solo contro tutti, regia di Antonio del Amo (1965)
- I complessi, episodio Una giornata decisiva (1965)
- I quattro inesorabili, regia di Primo Zeglio (1965)
- Che notte, ragazzi!, regia di Giorgio Capitani (1966)
- Top Crack, regia di Mario Russo (1967)
- Ad ogni costo, regia di Giuliano Montaldo (1967)
- I protagonisti, regia di Marcello Fondato (1968)
- La notte è fatta per... rubare, regia di Giorgio Capitani (1968)
- Certo, certissimo, anzi... probabile, regia di Marcello Fondato (1969)
- Ninì Tirabusciò, la donna che inventò la mossa, regia di Marcello Fondato (1970)
- Causa di divorzio, regia di Marcello Fondato (1972)
- ...altrimenti ci arrabbiamo!, regia di Marcello Fondato (1974)
- A mezzanotte va la ronda del piacere, regia di Marcello Fondato (1975)
- Charleston, regia di Marcello Fondato (1977)
- Lo chiamavano Bulldozer, regia di Michele Lupo (1978)
- Uno sceriffo extraterrestre... poco extra e molto terrestre, regia di Michele Lupo (1979)
- Chissà perché... capitano tutte a me, regia di Michele Lupo (1980)
- Bomber, regia di Michele Lupo (1982)
- Superfantagenio, regia di Bruno Corbucci (1986)
- Domani, regia di Marcello Fondato – film TV (1986)
- Cerco l'amore, regia di Marcello Fondato – miniserie TV (1988)
- Sì, ti voglio bene, regia di Marcello Fondato – miniserie TV (1994)